# Bernard Mabille (humoriste)
Pour les articles homonymes, voir Bernard Mabille et Mabille.
Bernard Mabille, né le 28 mai 1947, à Bois-Colombes, est un humoriste, comédien, parolier et animateur français. 
Il est notamment sociétaire des Grosses Têtes.

## Biographie
Bernard Mabille fait la connaissance d'Henry Chapier, au cours d'une soirée en 1974, qui le présente à Philippe Tesson pour l'engager comme pigiste au Quotidien de Paris qui vient d'être lancé. Il écrit alors des critiques de spectacles pour le journal. Alors qu'il avait publié une critique sur un spectacle de Thierry Le Luron quelques mois auparavant, ce dernier le contacte en 1979 pour l'aider à écrire ses spectacles, lançant sa carrière d'humoriste.
Entre août 2007 et 2011,  Bernard Mabille a collaboré à l'écriture des chroniques d’Anne Roumanoff lors de ses interventions chez Michel Drucker dans l'émission Vivement dimanche prochain. Il est également l'un des animateurs de l'émission La Revue de presse des Deux Ânes sur Paris Première.
En juillet 2010, il annonce lors de l'émission @rrêt sur images « j'ai toujours été porté vers la gauche, la preuve c'est que j'ai fait Valence » et « je pense que je voterai Mélenchon » lors de l'élection présidentielle de 2012,.
Il est père de six enfants.

## Télévision
En 1991, Bernard Mabille anime en fin de matinée, avant l'émission Public, une émission intitulée Un rien Mabille sur La Cinq.
Depuis 2007, il est dans l'émission La Revue de presse des Deux Ânes, sur Paris Première, talk-show humoristique consacré à l'actualité politique aux côtés de Jacques Mailhot et Régis Mailhot et présenté par Jérôme de Verdière.

## Radio
- En 1978 et 1979, il anime en compagnie de Thierry Le Luron, Évelyne Grandjean, Pierre Desproges, Lawrence Riesner, l'émission hebdomadaire Des parasites sur l'antenne[7], produite par Olivier Nanteau et Monique Desbarbat et diffusée le samedi matin, de 9 h 10 à 10 h 30[8] ;
- 1985, 1991-1992, depuis 2001 : sociétaire des Grosses Têtes sur RTL ;
- Été 2014 puis 2015 et 2016 : Un rien Mabille le week-end de midi à 12 h 30 sur RTL[9] ;
- De septembre 2014 à juin 2016 : chroniqueur dans Allô Bouvard le samedi de 11 h 55 à midi sur RTL.

## Théâtre

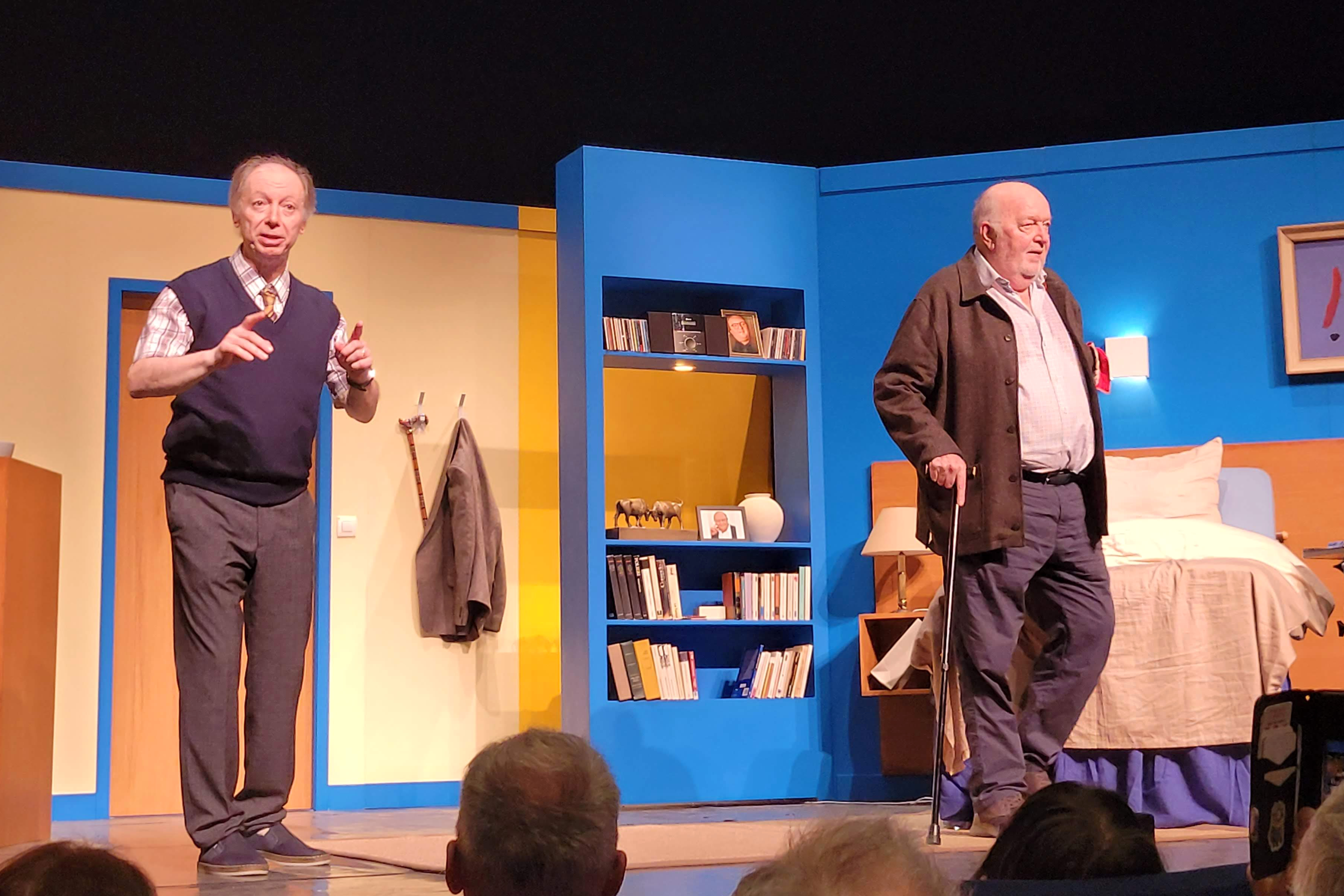
Philippe Chevallier et Bernard Mabille dans Le Cake aux olives au théâtre de Longjumeau (Essonne).

- 1987 : Les Dindons de la farce tranquille, mise en scène Jacques Ardouin, Comédie de Paris.
- 1993 : Les Malheurs d’un PDG de Jean Barbier, mise en scène Yves Pignot, Théâtre des Nouveautés.
- 2001 : Les Libres pensées de San Antonio, d'après l'œuvre de Frédéric Dard, mise en scène de François Bourcier, Théâtre Marigny.
- 2003 : Le Centenaire, pièce de Bruno Druart, tournée.
- 2007: Sarkozix le Gaulois, de Patrick Font et Michel Guidoni, Théâtre des Deux Ânes.
- 2008: Le grand prix de Monté-Carla, de Michel Guidoni, Théâtre des Deux Ânes.
- 2009: Bienvenue chez les Chipies, de Jacques Mailhot, Théâtre des Deux Ânes.
- 2009-2010: P'tit coup de pompe à l'Elysée, de Jacques Mailhot, Théâtre des Deux Ânes.
- 2010-2011: Coup de carbone, de Jacques Mailhot et Jean Roucas Théâtre des Deux Ânes.
- 2012-2014 : Bernard Mabille sur mesure, de Bernard Mabille, Théâtre Saint-Georges, Olympia en janvier 2013 et tournée.
- 2017: Bernard Mabille de la tête aux pieds, de Bernard Mabille, Théâtre Antoine.
- 2018: 30 ans d'insolence !, de Bernard Mabille, Olympia.
- 2019: Fini de jouer, de Bernard Mabille, Théâtre La Bruyère.
- 2022-2023: Miraculé, de Bernard Mabille, Théâtre des Mathurins.
- 2021: Loin des cons,  de Bernard Mabille, Théâtre des Mathurins.
- 2024 : Le Cake aux olives de Jérôme de Verdière, mise en scène Éric Laugérias, tournée

## Cinéma
- 1983 : Mesrine d'André Génovès, avec Nicolas Silberg.
- 2010 : Protéger et servir d'Éric Lavaine, avec Kad Merad, Clovis Cornillac, Carole Bouquet.

## Publication
- Peut-être gras mais jamais lourd, Michel Lafon, 2015, 239 p.